# 長谷通り
長谷通り（はせどおり、英語: Hase street）とは、静岡県静岡市葵区に存在する道路、および商店街。全長は1073.8m。徳川家康が築いた駿府の街の東端にあたる通りとして知られている。

## 歴史
長谷通りの近くには現在でも駿河国分寺が現存しており、古記録から少なくとも10世紀ごろには、この近くにあったことが判明している。駿河国の国府および国庁は未だ発見されていないが、駿府城の北側に位置していたことは確かである。一説には、「長谷」という地名は「庁屋（ちょうや）」に由来している、あるいは現在の静岡県立静岡高等学校の敷地に近いだろうと比定されることもあるが、何れも決定打に欠けるものである。
長谷通り東側には安東熊野神社が位置している。和銅4年（711年）の棟札が現存していることから、今から1200年以前にはすでにこの地に奉斎されていたことがわかる。明治維新後に静岡に閉居した15代将軍徳川慶喜公が当社へ木造の鳥居1基を奉納したことでも知られる。
なお、通り沿いにある静清信用金庫安東支店・横内支店の前には、「駿府薬園阯」と刻まれた石柱が建っている。徳川家康は薬草に強い関心を持っていたとされ、この付近には江戸幕府直営の薬草園が開設された。薬草園は幕末の元治元年（1864年）に廃止されたが、創設から廃止まで200年以上にわたる歴史を有していた。
また、長谷通りは、静岡浅間神社の参道としても発展した。この神社は、江戸時代後期の文化元年（1804年）から約60年をかけて再建され、現在の社殿群は国の重要文化財に指定されている。
以上のように、長谷通りは、古くから静岡の町の重要な施設や建物が集まる地域である。
また、およそ1910年代ごろからは商店街として栄え、1970年代には120軒近くの商店が存在したとされる。しかし現在では衰退しており、2022年時点で20軒近くと減少している。また、長谷通商店街振興会が存在している（葵区長谷町9−1、望月海苔店内）。
元日本代表のプロサッカー選手・三浦知良の出身地としても知られる。

## 施設
長谷通り沿い、あるいはその近くに位置する施設等を紹介する。
- 賤機山
  - 賎機山古墳（葵区宮ケ崎町102）、賤機山古墳群
  - 賤機山城
- 静岡浅間神社（葵区宮ケ崎町102-1）
- 日本基督教団静岡教会（葵区西草深町15-25）
- 静岡英和女学院中学校・高等学校（葵区西草深町8-1）
- 静岡家庭裁判所（葵区城内町1-20）
- 静岡県立静岡高等学校（葵区長谷町66）
- 駿河国分寺（葵区長谷町10）
- アイセル21［静岡市葵生涯学習センター・静岡市女性会館］（葵区東草深町3-18）
- 安東熊野神社（葵区安東一丁目6-4）
- 静岡市保健所・静岡市城東保健福祉センター（葵区城東町24-1）

## アクセス
- 東海旅客鉄道（JR東海）静岡駅より、しずてつジャストラインバス大浜麻機線あるいは県立病院高松線「長谷通り」下車、徒歩1分